# Wasteland (gra komputerowa)
Wasteland – komputerowa gra fabularna stworzona przez Interplay Entertainment i wydana przez Electronic Arts w 1988 roku na komputery Apple II, Commodore 64, Macintosh i PC.
Akcja gry ma miejsce w roku 2087. Po wybuchu trzeciej wojny światowej wygląd Ziemi znacznie się zmienił. Nielicznym ludziom udało się przetrwać w oddalonych od dużych miast enklawach. Grupy ludzi, którzy przetrwali wojnę, próbują skontaktować się ze sobą w celu odbudowy dawnej świetności rasy ludzkiej. Gracz wciela się w paramilitarną grupę Desert Rangers. Ich zadaniem jest zbadanie dziwnych zdarzeń, które miały miejsce na pustyni.
Gra stanowiła bezpośrednią inspirację dla twórców serii Fallout. W 2014 roku na rynku ukazała się druga część gry – Wasteland 2.
W roku 1990 ukazała się gra Fountain of Dreams. W zamyśle miała być to kontynuacja Wasteland. Była to gra stworzona przez Electronic Arts bez udziału Interplay i Briana Fargo. Gra posiadała bardzo podobny engine, jednak całość kodu została stworzona od zera przez EA. W 2003 roku Electronic Arts zrezygnował z powiązywania tej gry z Wasteland.